# شهرستان جانسون (تنسی)
شهرستان جانسون، تنسی (به انگلیسی: Johnson County, Tennessee) یک سکونتگاه مسکونی در ایالات متحده آمریکا است که در تنسی واقع شده‌است.

## خصوصیات
شهرستان جانسون ۷۸۴ کیلومترمربع مساحت دارد.